# A Real Live One
A Real Live One koncertni je album britanskog heavy metal sastava Iron Maiden, objavljen u ožujku 1993. godine. Unatoč tome što je koncertni album, ne predstavlja jedan cijeli koncert, već je umjesto toga bio sniman na 9 različitih mjesta u Europi tijekom turneje Fear of the Dark.
Album sadrži pjesme od albuma Somewhere in Time (iz 1986.) do Fear of the Dark (iz 1992.), dok A Real Dead One sadrži pjesme s prijašnjih albuma.
Kada je Iron Maiden ponovno objavio sve svoje albume 1998. godine, ovaj je album, u kombinaciji s A Real Dead Oneom, formirao set od dva CD-a pod nazivom A Real Live Dead One. Omot albuma izradio je dugogodišnji dizajner naslovnica Iron Maidena Derek Riggs koji pak nije načinio naslovnicu za album Fear of the Dark. Kao singl s tog albuma bila je objavljena pjesma "Fear of the Dark (live)".

## Lista pjesama
1. "Be Quick or Be Dead" (Dickinson, Gers) – Snimana u Super Rock 92, Mannheim, Njemačka, 15. kolovoza 1992.
2. "From Here to Eternity" (Harris) – Snimana u The Valbyhallen, Kopenhagen, Danska, August 25 1992.
3. "Can I Play With Madness" (Smith, Dickinson, Harris) – Snimana u Brabanthallen, Den Bosch, Nizozemska,  1992.
4. "Wasting Love" (Dickinson, Gers) – Snimana u La Grande Halle de La Villette, Pariz, Francuska, 5. rujna 1992.
5. "Tailgunner" (Harris, Dickinson) – Snimana u La Patinoire de Malley, Lausanne, Švicarska, 4. rujna 1992.
6. "The Evil that Men Do" (Smith, Dickinson, Harris) – Snimana u Forest National, Bruxelles, Belgija, 17. kolovoza. 1992.
7. "Afraid to Shoot Strangers" (Harris) – Snimana u Stockholm Globe Arena, Stockholm, Švedska, 29. kolovoza 1992.
8. "Bring Your Daughter ... To The Slaughter" (Dickinson) – Snimana u Helsinki Ice Hall, Helsinki, Finska, 27. kolovoza 1992.
9. "Heaven Can Wait" (Harris) – Snimana na Monsters of Rock festivalu, Reggio nell'Emilia, Italija, 12. rujna 1992.
10. "The Clairvoyant" (Harris) – Snimana u Helsinki Ice Hall, Helsinki, Finska, 27. kolovoza 1992.
11. "Fear of the Dark" (Harris) – Recorded at Helsinki Ice Hall, Helsinki, Finska, August 27 1992.

## Zasluge
- Bruce Dickinson – vokal
- Dave Murray – gitara
- Janick Gers – gitara
- Steve Harris – bas-gitara
- Nicko McBrain – bubnjevi
- Michael Kenney - elektronička tipkovnica